# Herbert Schade
Herbert Schade   (Solingen, 26 de maig de 1922 - Solingen, 1 de març de 1994) fou atleta alemany, especialista en curses de fons, que va competir durant la dècada de 1950.
El 1952 va prendre part en els Jocs Olímpics d'Estiu de Hèlsinki, on guanyà la medalla de bronze en la prova dels 5.000 metres del programa d'atletisme. Quatre anys més tard, als Jocs de Melbourne, disputà dues proves del programa d'atletisme. En ambdues, els 5.000 i 10.000 metres quedà eliminat en semifinals. En el seu palmarès també destaquen vuit campionats nacionals de la República Federal Alemanya en els 5 i 10.000 metres i va acabar quart en els 10.000 metres als Campionat d'Europa d'atletisme de 1954.
Una vegada retirat, de 1957 a 1962, va ser entrenador dels corredors de fons d'Alemanya Occidental i posteriorment va ocupar diversos càrrecs a la Federació d'Atletisme del Baix Rin.

## Millors marques
- 5.000 metres. 14'06.6" (1952)
- 10.000 metres. 29'24.8" (1952)[2][1]